# Pedro de Maillezais

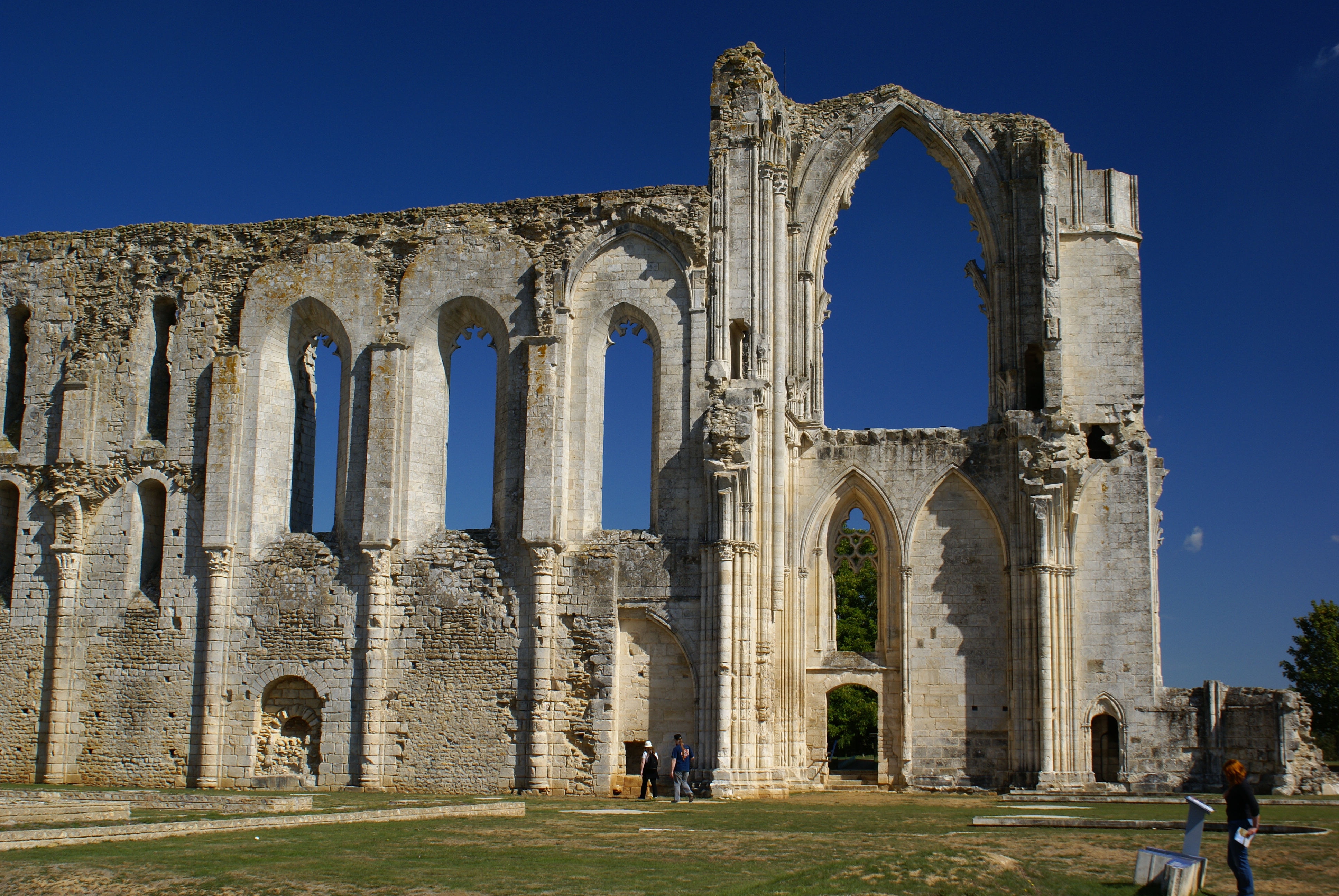
Ruínas da Abadia de Maillezais, em Maillezais, na França.

Pedro de Maillezais, O.S.B. (em latim: Petrus Malleacensis; em francês:  Pierre de Maillezais) foi o autor de uma crônica em dois livros da Abadia de Maillezais, que ficava na região de Charente, na moderna França. Sobre seu autor, um monge beneditino, quase nada se sabe concretamente; o manuscrito da crônica, cujo título latino resumido é "Qualiter fuit constructum Malliacense monasterium", é atualmente datado em c. 1060 ou ca.  1070, e está relacionado a uma espécie de "mito de fundação" (da abadia). Obras mais antigas relatam o autor como abade e o datam num período pouco mais tarde. 
Pedro teria sido um admirador de Cícero, fundador de uma biblioteca e seguidor de Guilherme IX de Aquitânia na Primeira Cruzada.